# Nürnberger Jugendorchester
Das Nürnberger Jugendorchester (NJO) ist im Jahr 2021 nach rund 10-jähriger Pause wiederbelebt worden. Die Mitglieder sind Schüler als auch Studierende im Alter zwischen 14 und 25 Jahren aus Nürnberg und dem Nürnberger Umland. Die Mitgliederzahl lag kurz nach der Neugründung bei 20 Musikern, die alle an der Musikschule Nürnberg unterrichtet werden. Die Leitung übernahm der Nürnberger Dirigent und Komponist Stefan Hippe.

## Historie
Das Nürnberger Jugendorchester wurde 1984 von Wilfried Vogt gegründet und hat sich seitdem, vor allem bei Konzerten in Zusammenarbeit mit dem Staatstheater Nürnberg einen sehr guten Ruf als eines der größten mittelfränkischen Jugendorchester erspielt. Als Zielsetzung der Arbeit mit dem Orchester sah Wilfried Vogt die Förderung junger Instrumentalisten, die Förderung des musikalischen Nachwuchses und die Förderung der Jugendorchesterarbeit. Dabei hatte Wilfried Vogt nicht nur die Jugendlichen selbst im Blick, sondern wollte durch die Veranstaltung von Kinderkonzerten im Nürnberger Opernhaus auch den Hörernachwuchs an klassische Musik heranführen. Das Nürnberger Jugendorchester verstand sich dabei nie als Konkurrenz zu den Schulorchestern, sondern wollte begabten Musikern eine zusätzliche Chance bieten, sich mit anspruchsvoller Orchesterliteratur zu beschäftigen.

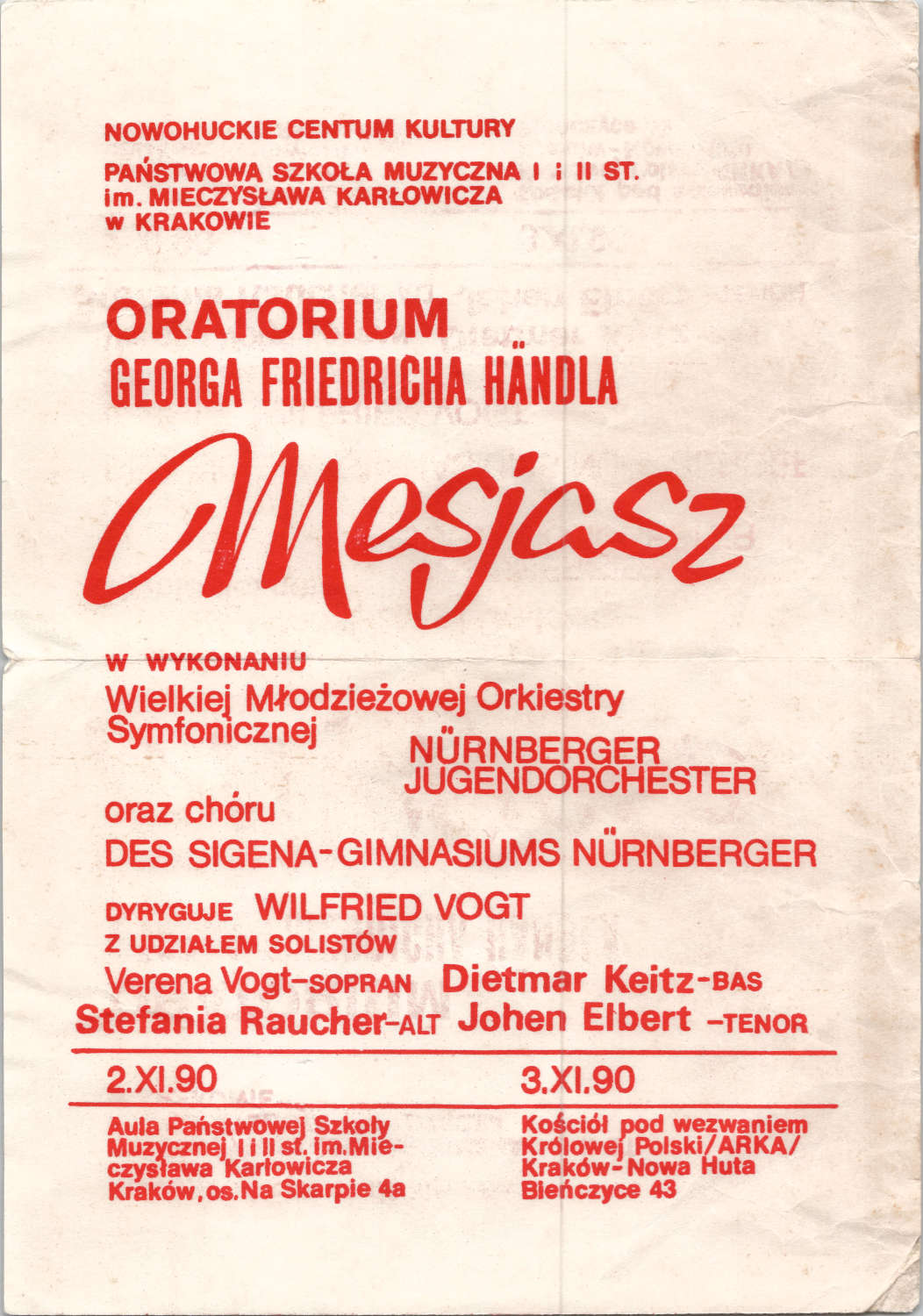
Handzettel zu den NJO-Konzerten in Krakau 1990

Die Kinderkonzerte erfreuten sich von Beginn an großer Beliebtheit. Die Programme, die neben „Klassikern“ für Kinder wie „Peter und der Wolf“ auch sinfonische Werke und Oratorien boten, zeugten vom hohen Standard des Orchesters. Für viele junge Erwachsene erfüllte sich nach ihrem Ausscheiden aus dem Orchester ihr Traum von einer Karriere als Berufsmusiker. Das Orchester gastierte mehrfach im Ausland: So nahm es als einziges Sinfonieorchester im Juni 1990 am neunten "Festival des Musiques aux Collèges et Lycèes" der Jeunesses Musicales de France in Paris teil. Im Herbst 1990 führte es gemeinsam mit dem Chor des Sigena-Gymnasiums Nürnberg zweimal Händels "Messias" in Nürnbergs Partnerstadt Krakau auf, im Herbst 1991 in Krakau sowie in Prag Mozarts Requiem.
Nach dem Ende der Ära Wilfried Vogt als Dirigent übernahm 1996 Rudolf Wundling, der seit 1993 Schulleiter der Sing- und Musikschule Nürnberg war, die Leitung. In dieser Zeit fand bei den Registerproben eine enge Zusammenarbeit mit Dozenten aus den beiden professionellen Nürnberger Orchestern, den Nürnberger Symphonikern und den Nürnberger Philharmonikern statt. Das NJO gestaltete regelmäßig die oben schon erwähnten Kinderkonzerte im Staatstheater Nürnberg. Auch fand neben weiteren Konzerten traditionell jeden Juli ein Freiluft-Sinfoniekonzert im Kreuzigungshof des Nürnberger Heilig-Geist-Spitals statt. Um 2014 wurde die Arbeit des Nürnberger Jugendorchesters eingestellt, bis es Mitte 2021 wieder gegründet wurde.

## Probenbetrieb
Das Orchester probt wöchentlich Donnerstagabend auf AEG im Vortragssaal der Musikschule.

## Repertoire
Beim Neustart wurden Werke gespielt, die den Fähigkeiten der Mitglieder angepasst waren. Früher spielte das NJO in unterschiedlich großer Besetzung Werke von mittlerem bis hohen Anforderungsgrad aller Epochen, vom Barock über Klassik und Romantik bis hin zu Komponisten des 20. Jahrhunderts und Bearbeitungen von Rockmusik.

## Konzerte
Das erste Konzert nach der Neugründung fand am 5. März 2022 im großen Saal auf AEG zur Eröffnung der Konzertreihe „Musikschule total“ - 86-jähriges Jubiläum der Musikschule Nürnberg statt.

## Teilnahme an Wettbewerben
Beim alle vier Jahre stattfindenden Bayerischen Orchesterwettbewerb konnte das NJO im Jahr 1999 einen ersten Preis, im Jahr 2003 einen zweiten Preis erreichen.

## CD
2001 nahm das NJO zusammen mit dem griechischen Klavierduo  Antithesis (Petros Moschos und Dimitris Karydis) den Karneval der Tiere von Camille Saint-Saëns auf. 2004 wurden der „Winter“ aus Die vier Jahreszeiten von Antonio Vivaldi, das Harfenkonzert in op. 6 Nr. 4 in B-Dur von Georg Friedrich Händel und die Rumänischen Volkstänze für kleines Orchester von Béla Bartók eingespielt. In Zusammenarbeit mit dem Bayerischen Rundfunk und ambitus Musikproduktion entstand aus diesen Aufnahmen eine CD, die am 1. April 2005 erschien.

### Belege
1. ↑  Artikel auf nordbayern.de von 2014, abgerufen am 8. Januar 2021